# تل قنات باغ
تاریخ و فرهنگ مردم فراشبند
روستای قنات باغ در۳۰کیلومتری فراشبند قرار دارد. مردم این روستا بسیار مهمان نواز و با فرهنگ بوده و با وجود بافت کهن روستا فرهنگ به روز این مردم حکایت زیبایی است.
چه همگان معترفند که مردم روستای قنات باغ با وجود بافت قدیمی روستا همچنان به لحاظ فرهنگی و معاشرت‌های اجتماعی زبانزد عام و خاصند.
آثار تاریخی به جای مانده از تمدن‌های کهن ایرانی گواهی روشن بر فرهنگ اصیل مردم این مرز و بوم دارد. شغل غالب افراد این روستا کشاورزی است و در کنار آن شغل دامپروری هم رواج دارد.
باغ‌های خرما و غالباً خرمای زاهدی (قصب) در گوشه و کنار این روستا دیده می‌شوند.
علت اصلی نام گذاری این روستا به «قنات باغ» وجود قنات‌ها و باغ‌های قدیمی این روستای کهن بوده است. اگر به تصاویر ماهواره‌ای این منطقه نگاه کنیم می‌توانیم آثار قنات‌های خشک شده باستانی را در ضلع جنوبی این منطقه ببینیم. همچنین باغهای خرما نیز در تصاویر ماهواره‌ای قابل مشاهده‌اند.